# El Salvador: Another Vietnam
El Salvador: Another Vietnam  é um documentário de 1981, dirigido pela brasileira Tetê Vasconcellos e pelo norte-americano Glenn Silber. 
Foi indicado ao Oscar de melhor documentário na edição do Oscar 1982.